# Malte Burba
Malte Burba (Frankfurt am Main, 13 mei 1957) is een Duitse trompettist, pianist, componist en hoogleraar.

## Biografie
Burba komt uit een muzikantenfamilie en studeerde trompet, piano, musicologie en muziekonderwijs. De aanvullende studie fonetiek en geneeskunde gaf hem belangrijke inzichten en impulsen voor de ontwikkeling van een nieuwe kopermethode. De methode van Burba, die voor het eerst de fysieke kenmerken van koperblazers in vergelijking met alle andere muziekinstrumenten nauwkeurig definieerde en er de basis van een didactisch concept van maakte, wordt nu beschermd door het merkenrecht.
Burba geeft les aan de Musikhochschule Rheinland-Pfalz in Mainz. Sinds het wintersemester 2009/2010 geeft hij samen met Till Brönner les aan de Carl Maria von Weber Academie voor Muziek in Dresden op het gebied van jazz/rock/pop. Daarvoor was hij ook verbonden aan het Jazz Institute Berlin (2006-2009) en aan de Musikhochschule in Keulen (1989-2002). Hij geeft wereldwijd workshops. Zijn bekendste studenten zijn onder meer Till Brönner, Joo Kraus, Axel Dörner, Chris Walden en Julian Wasserfuhr.
Zijn eigen platen zijn veelal opnamen met moderne, hedendaagse en experimentele muziek waaronder trompetten, euphonium, alpenhoorn, althoorn of didgeridoo.

## Discografie
- Duos 1995-2000, van en met o.a. Heiner Goebbels, Till Brönner, Erwin Stache, Adriana Hölszky.
- The Best of Malte Burba 2011

## DVD
- "Brass Master-Class", Schott Mainz 2006, ISBN 3-7957-6058-5